# Microtyran coiffé
Ne doit pas être confondu avec Tyranneau coiffé.
Atalotriccus pilaris
Genre
Espèce
Synonymes
- Colopterus pilaris
- Lophotriccus pilaris

Statut de conservation UICN

 LC  : Préoccupation mineure
Le Microtyran coiffé (Atalotriccus pilaris), également appelé Todirostre coiffé ou Tyranneau pygmée, est une espèce de passereau de la famille des Tyrannidae. C'est le seul représentant du genre Atalotriccus.

## Sous-espèces
Cet oiseau est réparti en 4 sous-espèces : 
- Atalotriccus pilaris pilaris (Cabanis, 1847) : nord de la Colombie et zones frontalières du Venezuela (États de Zulia et de Táchira) ;
- Atalotriccus pilaris wilcoxi Griscom, 1924 : côte pacifique du Panama ;
- Atalotriccus pilaris venezuelensis Ridgway, 1906 : nord du Venezuela (jusqu'au nord des États d'Amazonas et de Bolívar) ;
- Atalotriccus pilaris griseiceps (Hellmayr, 1911) : de l'est de la Colombie jusqu'au Venezuela, à l'ouest du Guyana et à l'extrême nord du Brésil.

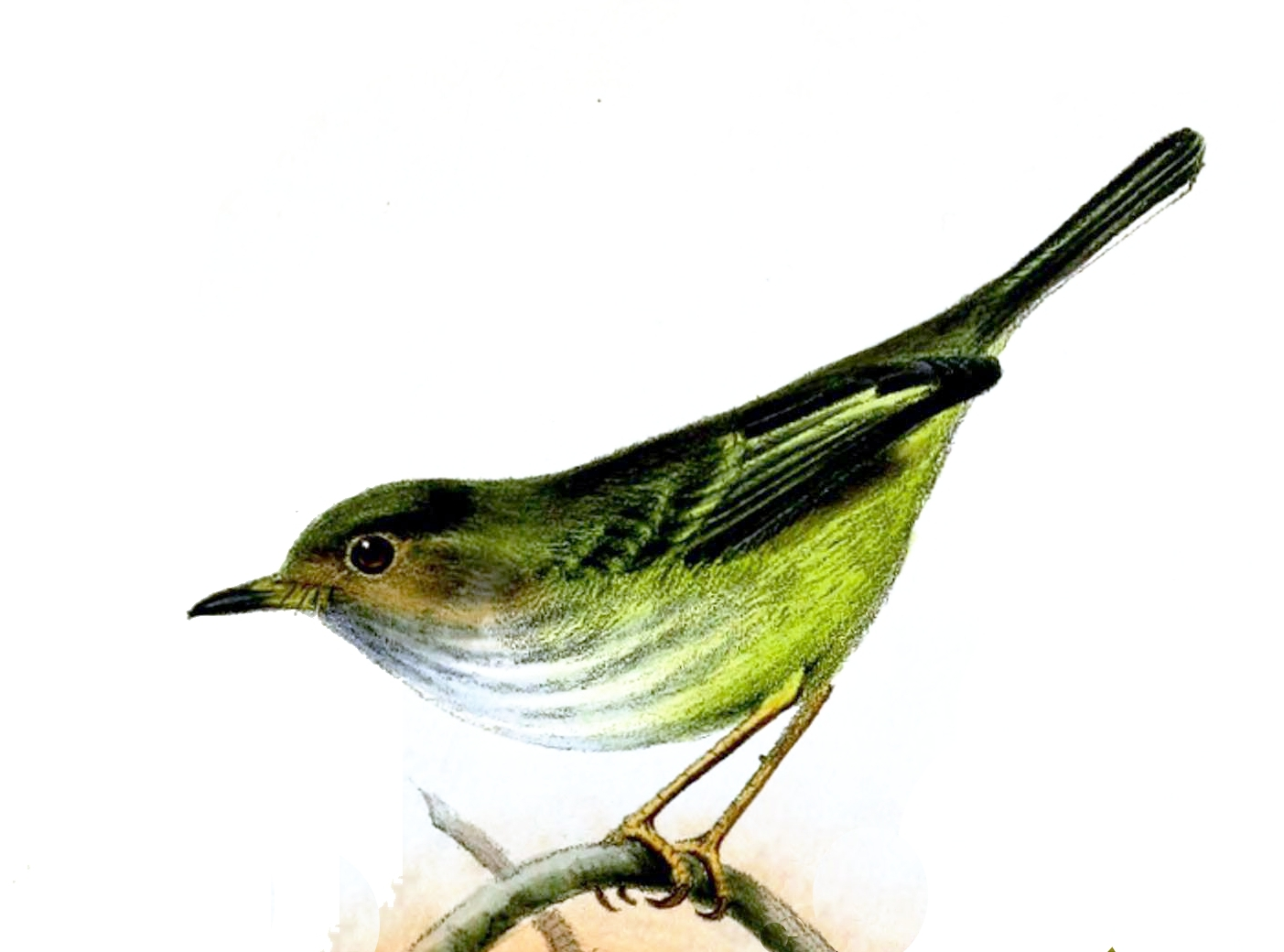
Microtyran coiffé, par Joseph Wolf (1857)